# Osos LFA
Los Osos LFA, también conocidos como Osos Toluca  son un equipo  mexicano de fútbol americano de la Liga de Fútbol Americano Profesional de México (LFA), fundado el 4 de septiembre de 2018 con sede en la capital del Estado de México. Fueron uno de los 2 equipos de la segunda expansión de la liga en la temporada 2019.
Los partidos como local se realizan en el Campo de la Universidad Siglo XXI, en el Estadio La Fortaleza, campo que no cuenta con gradas, sin embargo el equipo anunció que instalarian gradas móviles para 4,000 personas. Sus colores tradicionales son el Azul Celeste Y el Gris. Compiten en la División Centro de la Liga de Fútbol Americano Profesional de México (LFA).

## Historia
El equipo fue fundado en septiembre del 2018 con el nombre de "Osos", esto debido a la gran tradición de este emblemático animal en la Ciudad de Toluca. Fueron uno de los dos equipos de expansión de la Liga en 2019. Juegan en el Estadio La Fortaleza de la universidad siglo XXI.
Para la temporada 2020, con la incursión de pioneros de Querétaro a la LFA, la liga decidió cambiar de conferencia a Osos pasando de la conferencia norte en su primera temporada a la conferencia Centro para su segunda campaña.

### Osos: Amargo debut en LFA

#### Temporada 2019
En su primera campaña, bajo la dirección del gran entrenador Horacio García el equipo terminó la temporada regular con una marca de 2-6, siendo la peor campaña del equipo hasta el momento, con lo que no clasificó a su primer playoffs.
El primer partido que disputaron fue el 23 de febrero del 2019 ante Raptors, el cual perdieron por paliza de 12-48. A pesar de presentarse con una derrota, el equipo pudo conseguir su primera victoria la semana siguiente contra Fundidores por 30-29, en esta campaña también lograron su primera victoria como visitante al derrotar a Dinos en Saltillo.

#### Temporada 2020
El 29 de marzo de 2020, la liga decidió cancelar la temporada 2020 debido a la pandemia de coronavirus; en ese momento, Osos tenía un récord de un juego ganado y cuatro perdidos y estaba en la última posición de la División Norte de la liga.
En julio, el entrenador Horacio García dejó el equipo.

## Estadísticas
| Temporada | Entrenador      | Temporada Regular | Temporada Regular | Temporada Regular   | Postemporada | Postemporada | Postemporada |
| Temporada | Entrenador      | Récord            | Cociente          | Resultado           | Récord       | Cociente     | Resultado    |
| --------- | --------------- | ----------------- | ----------------- | ------------------- | ------------ | ------------ | ------------ |
| 2019      | Horacio García  | 2-6               | 0.250             | 4.º División Norte  | —            | —            | No clasificó |
| 2020      | Horacio García  | 1-4               | 0.200             | 4.º División Centro | —            | —            | —            |
| 2021      | Michel Ezquivel | 0-0               | 0.000             | —                   | —            | —            | —            |
| 2022      | Descanso        |                   |                   |                     |              |              |              |
| 2023      | Descanso        |                   |                   |                     |              |              |              |
| 2024      | Descanso        |                   |                   |                     |              |              |              |

     Temporada Cancelada

## Afición
Los Osos se caracterizan por tener una gran afición en la LFA y muy fiel, esto se dio gracias a que Toluca es una gran plaza para el Fútbol Americano, tienen de los mejores programas de Fútbol americano Colegial como el Bicampeón Nacional Borregos Toluca. además de tener grandes jugadores con los que la afición pudo identificarse. 

### Apodos
- Tolucosos: este apodo es debido a la relación que hay con la ciudad de Toluca. utilizado desde la primera temporada del club, este apodo tiene origen gracias a la afición que relaciono los dos nombres.

### La mascota
Desde 2019, la mascota oficial de Osos un es un oso grizzly mexicano hoy extinto, es uno de los animales históricos y más queridos e importantes de México. 
El cual se presentaba durante los partidos de los Osos en el Estadio La Fortaleza.

## Símbolos

### Escudo
Para la temporada 4 de la LFA y en la actualidad el primer diseño que portó el club consta de la figura de un Osos grizzly, que hace referencia al extinto animal que existía en México, con vivos en color azul.

## Jugadores

### Plantel actual
Roster de la Última temporada jugada
| N.°                | País                      | Posición     | Nombre               | Edad         | Equipo Colegial                                                             |
| Quarterbacks       | Quarterbacks              | Quarterbacks | Quarterbacks         | Quarterbacks | Quarterbacks                                                                |
| ------------------ | ------------------------- | ------------ | -------------------- | ------------ | --------------------------------------------------------------------------- |
| 10                 | Bandera de México         | QB           | Hanscel López        | 30 años      | Potros Salvajes UAEM                                                        |
| 12                 | Bandera de México         | QB           | Rodrigo Elizondo     | 30 años      | Tecos UAG                                                                   |
| 15                 | Bandera de Estados Unidos | QB           | Chris Jeffrey        | 31 años      | Bandera de Estados Unidos                                                   |
| Running Backs      |                           |              |                      |              |                                                                             |
| 00                 | Bandera de México         | RB           | Mauricio Rubio       | 30 años      | Potros Salvajes UAEM                                                        |
| 4                  | Bandera de México         | RB           | Roberto Hernández    | 32 años      | Borregos ITSEM Toluca                                                       |
| 20                 | Bandera de México         | RB           | Octavio Jiménez      | 32 años      | Potros Salvajes UAEM                                                        |
| 25                 | Bandera de México         | RB/DB        | Rodrigo Rascón       | 31 años      | Potros Salvajes UAEM                                                        |
| 32                 | Bandera de México         | RB           | Iván Reyes           | 33 años      | Borregos ITSEM Toluca                                                       |
| 36                 | Bandera de México         | FB           | Gustavo Martínez     | 33 años      | Potros Salvajes UAEM                                                        |
| 36                 | Bandera de México         | FB           | César Toribio        | 35 años      | Escudo Universidad Tecnológica de Querétaro/Universidad de Leon Guanajuato. |
| Wide Receivers     |                           |              |                      |              |                                                                             |
| 2                  | Bandera de México         | WR           | Daniel Majarrez      | 35 años      | Borregos ITSEM Toluca                                                       |
| 7                  | Bandera de México         | WR           | Mario Salas          | 34 años      | Borregos ITSEM Toluca                                                       |
| 8                  | Bandera de México         | WR           | Juan Carlos Maya     | 34 años      | Borregos ITSEM Toluca                                                       |
| 8.5                | Bandera de México         | LB           | Julio César Alvarado | 32 años      |                                                                             |
| 9                  | Bandera de México         | WR           | Manuel Fernández     | 32 años      | Borregos ITSEM Toluca                                                       |
| 11                 | Bandera de México         | WR           | José Carlos Mora     | 30 años      | Linces UVM                                                                  |
| 12                 | Bandera de México         | WR           | Alberto Hernández    | 32 años      | Potros Salvajes UAEM                                                        |
| 15                 | Bandera de México         | WR           | Armando Rosano       | 31 años      | Potros Salvajes UAEM                                                        |
| 82                 | Bandera de México         | WR           | Carlos Galván        | 38 años      | Potros Salvajes UAEM                                                        |
| Línea Ofensiva     |                           |              |                      |              |                                                                             |
| 58                 | Bandera de México         | DL           | Diego Kuhlmann       | 29 años      | Borregos ITSEM Toluca                                                       |
| 41                 | Bandera de Estados Unidos | OL/LB        | Roland Green         | 31 años      | Lamar University                                                            |
| 59                 | Bandera de México         | OL           | Eduardo Juárez       | 33 años      | Borregos ITSEM Toluca                                                       |
| 61                 | Bandera de México         | OL           | Mario Rodríguez      | 35 años      | Auténticos Tigres UANL                                                      |
| 63                 | Bandera de México         | OL           | Emanuel Pedroza      | 36 años      | Águilas Blancas IPN                                                         |
| 69                 | Bandera de México         | OL           | Jorge Ramírez        | 34 años      | Potros Salvajes UAEM                                                        |
| 71                 | Bandera de México         | OL           | Elías González       | 31 años      | Potros Salvajes UAEM                                                        |
| 72                 | Bandera de México         | OL           | Enrique De León      | 34 años      | Borregos ITSEM Toluca                                                       |
| 75                 | Bandera de México         | OL           | Mauricio Vargas      | 34 años      | Potros Salvajes UAEM                                                        |
| Línea Defensiva    |                           |              |                      |              |                                                                             |
| 1                  | Bandera de México         | DL           | Mauricio López       | 37 años      | Borregos ITSEM México                                                       |
| 34                 | Bandera de México         | DL/TE        | Eduardo Estrada      | 31 años      | Potros Salvajes UAEM                                                        |
| 46                 | Bandera de México         | DL           | Andrés Hernández     | 39 años      | Águilas Blancas IPN                                                         |
| 50                 | Bandera de Estados Unidos | DL/OL        | Daniel Matthew       | 33 años      | Northumbria University                                                      |
| 52                 | Bandera de México         | DL           | Luis García          | 39 años      | Potros Salvajes UAEM                                                        |
| 90                 | Bandera de México         | DL           | Javier Pérez         | 31 años      | Borregos ITSEM Toluca                                                       |
| 94                 | Bandera de México         | DE           | Javier Mijangos      | 35 años      | Borregos ITSEM Toluca                                                       |
| 99                 | Bandera de México         | DE           | Ángel Fuentes        | 30 años      | Potros Salvajes UAEM                                                        |
| Linebackers        |                           |              |                      |              |                                                                             |
| 00                 | Bandera de México         | LB           | Daniel Garza         | 31 años      | Leones Anáhuac Norte                                                        |
| 5                  | Bandera de México         | LB           | Diego Oliva          | 31 años      | Pumas CU UNAM                                                               |
| 24                 | Bandera de México         | LB           | Arón De León         | 32 años      | Potros Salvajes UAEM                                                        |
| 27                 | Bandera de México         | LB           | Miguel Muñoz         | 32 años      | Linces UVM                                                                  |
| 38                 | Bandera de México         | LB           | Enrique Olivares     | 33 años      | Potros Salvajes UAEM                                                        |
| 55                 | Bandera de México         | LB           | Rodolfo Lavanderos   | 31 años      | Potros Salvajes UAEM                                                        |
| Defensive Backs    |                           |              |                      |              |                                                                             |
| 5                  | Bandera de México         | DB           | Arturo López         | 32 años      | Panteras US XXI                                                             |
| 6                  | Bandera de Estados Unidos | DB/WR        | Julián Crandall      | 32 años      | Bowie State University                                                      |
| 13                 | Bandera de México         | DB           | Daniel Oropeza       | 32 años      | Potros Salvajes UAEM                                                        |
| 14                 | Bandera de México         | DE           | Jesús Márquez        | 30 años      | Potros Salvajes UAEM                                                        |
| 22                 | Bandera de México         | DB           | Armando Aguiluz      | 30 años      | Borregos ITSEM Toluca                                                       |
| 23                 | Bandera de México         | DB           | Oliver Orihuela      | 32 años      | Potros Salvajes UAEM                                                        |
| 29                 | Bandera de México         | DB           | Daniel Quiroz        | 30 años      | Potros Salvajes UAEM                                                        |
| 92                 | Bandera de México         | DE           | Luis Calderón        | 31 años      | Potros Salvajes UAEM                                                        |
| 93                 | Bandera de México         | DE           | Humberto Paniagua    | 32 años      | Potros Salvajes UAEM                                                        |
| Equipos Especiales |                           |              |                      |              |                                                                             |
| 42                 | Bandera de México         | K            | Enrique Yenny        | 29 años      | Borregos ITSEM Toluca                                                       |

### Jugadores Drafteados CFL
| Enrique Yenny | K  | Montreal Alouettes       | Practice squad |
| Diego Rojas   | OL | Montreal Alouettes       | Roster         |
| César Toribio | OL | UTEQ/Universidad de León | Roster         |

## Uniformes usados
- 2019

Primer Uniforme
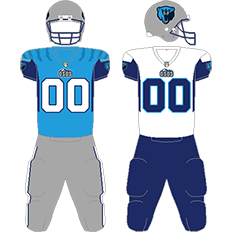
Temporada 2019

- 2020

Ultimo Uniforme Usado
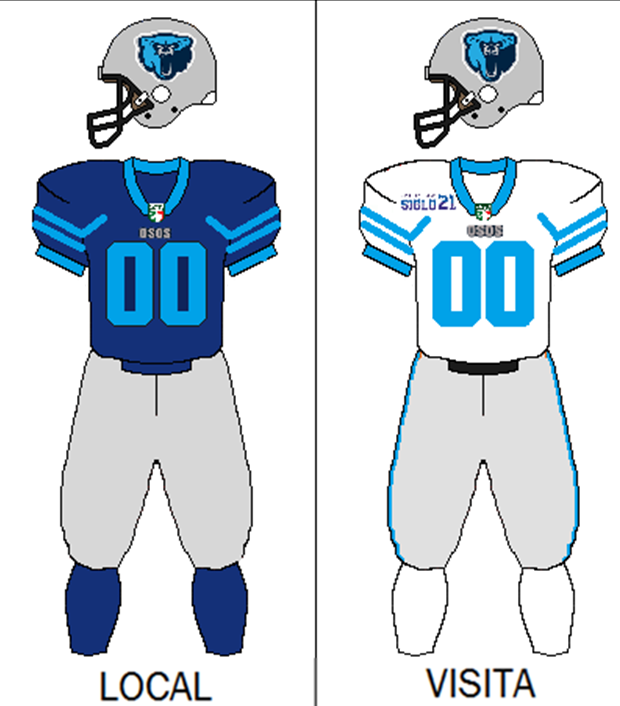
Temporada 2020

### Indumentaria
A continuación se enumeran en orden cronológico el fabricante de las indumentarias del club que tuvieron desde 2019.
| Período       | Proveedor     |
| ------------- | ------------- |
| 2019 (Local)  | Dicass Sports |
| 2019 (Visita) | Laufton       |
| 2020          | CDR Sports    |

En el año 2019 Dicass Sports la empresa deportiva proveerá al club de la indumentaria de visita durante la temporada 2019, esto debido al incumpliemiento de la empresa provedora de la LFA(Laufton).

## EstadioLa FortalezaUSXXI
El Estadio La Fortaleza es un recinto deportivo de la Universidad Siglo XXI, un campo sin gradas pero que fue adaptado con gradas móviles con capacidad para 4,000 espectadores, ubicado en Zinacantepec Toluca del Estado de México, dentro de la Universidad Siglo XXI. El Campo es casa de los equipos de fútbol americano representativos de la institución, así como de los Osos LFA.
Los Osos anunciaron que para su primera temporada jugarían como locales en este estadio.